# Imaginary Voyage
Imaginary Voyage è un album in studio del musicista francese Jean-Luc Ponty, pubblicato nel 1976.

## Tracce
Lato A
1. New Country – 3:07
2. The Gardens of Babylon – 5:06
3. Wandering on the Milky Way – 1:50
4. Once upon a Dream – 4:08
5. Tarantula – 4:04

Lato B
1. Imaginary Voyage – 19:55

## Formazione
- Jean-Luc Ponty – violino acustico, violino elettrico, organo, sintetizzatore
- Daryl Stuermer – chitarra acustica, chitarra elettrica
- Allan Zavod – piano acustico, tastiera
- Tom Fowler – basso elettrico
- Mark Craney – percussioni